# Alexandre Goulart
Alexandre Luiz Goulart (São João del-Rei, 24 de julho de 1976), conhecido por Alexandre Goulart, é um ex-futebolista brasileiro que atuava como meia-atacante.
Fez parte do elenco do Boavista Futebol Clube que foi vice-campeão nacional em 2001/2002, um ano depois da conquista do título português na temporada anterior.

## Carreira
Estreou profissionalmente aos 20 anos, no Cruzeiro. Disputou 22 jogos oficiais pela Raposa e não fez nenhum gol - ele até chegou a balançar as redes 4 vezes, todas em amistosos. Entre 1998 e 1999 defendeu o recém-fundado Ipatinga, onde teve outras 2 passagens (2000 a 2001 e 2007). Antes de mudar-se para Portugal em 2000, jogou 4 partidas pelo Internacional.
No futebol português, Alexandre teve destaque pelo Boavista, onde atuaria em 40 jogos, com 7 gols feitos. Ele ainda defenderia por 4 temporadas o Nacional da Madeira. Ele assinou com os Axadrezados depois que o clube já havia sido campeão nacional.
Antes de sua aposentadoria, em 2010, passou por Corinthians Alagoano, Shimizu S-Pulse, Social, Rio Branco e Santa Cruz.